# 裘廷梁
裘廷梁（1857年—1943年12月），字葆良，又字可桴，清末民国维新派人士，中国白话文运动的先驱，提出了“崇白话而废文言”的口号。

## 生平
1857年出生于江苏无锡。光绪十一年（公历1885年）中举人，1898年和侄女裘毓芳创办了《无锡白话报》，后陆续创办十余所新学堂，招收学生2800多名。
1943年12月病逝于上海，享年86岁。

## 著作
《可桴文存》